# 수락운수
수락운수(水落運輸)는 서울특별시의 마을버스 회사이고, 본사는 서울특별시 노원구 덕릉로109길 10 (상계동)에 있다. 1996년 설립되었으며 상계8동 중심으로 마을버스를 운행하고 있다.

## 운행 노선
- ● 노원08번 : 상계주공11단지 ~ 창동역 (구 노원마을 11번)

## 보유 차량
KGM C090과 NEW BS090과 그린시티만 보유중이다.